# Compagnie du Congo belge
La Compagnie du Congo belge est une société formée en 1912, de la fusion de l’ABIR (Anglo-Belgian India Rubber Company) avec la Société anversoise de commerce au Congo, afin que celle-ci diminue ses productions de caoutchouc et se concentre sur la production d’huile de palme. La compagnie est active jusqu’en 1939.
En 1926, la compagnie fonde la Compagnie des Haileries de la Maringa, dont la majorité des actions sont détenues par la Compagnie du Congo Belge et son conseil d'administration. La Compagnie du Congo Belge apporte 22 300 hectares de terres à la Compagnie des Haileries de la Maringa. La Compagnie des Haileries de la Maringa transforme principalement les fruits du palmier à huile dans les concessions de Lisafa, N'Deke, Boiela et Waka En 1937, la Compagnie des Haileries de la Maringa fusionne avec la Compagnie du Congo Belge, apportant tous ses actifs et passifs.